# Kokornak owłosiony
Kokornak owłosiony (Aristolochia tomentosa Sims) – gatunek rośliny z rodziny kokornakowatych (Aristolochiaceae Juss.). Występuje endemicznie w Stanach Zjednoczonych.

## Rozmieszczenie geograficzne
Rośnie w Stanach Zjednoczonych, w stanach Indiana (część południowa), Illinois (część południowa), Missouri, Oklahoma, Alabama, Arkansas, Floryda (część północno-zachodnia), Georgia (część zachodnia), Kentucky (część zachodnia), Luizjana, Missisipi, Karolina Północna (część południowo-zachodnia), Tennessee oraz Teksas.

## Morfologia
PokrójPnącze o zdrewniałych i owłosionych pędach. Dorasta do 25 m wysokości.
LiścieMają owalny lub nerkowaty kształt. Mierzą 9–20 cm długości oraz 8–15 cm szerokości. Nasada liścia ma sercowaty kształt. Wierzchołek tępy lub ostry. Liście są owłosione od spodu. Ogonek liściowy jest mniej lub bardziej owłosiony i ma długość 1–5,5 cm.
KwiatyZygomorficzne, pojedyncze. Mają żółto zielonkawą barwę. Dorastają do 10–30 mm długości i 5 mm średnicy. Mają kształt lekko wygiętej tubki. Łagiewka jest zwisająca, kulista lub cylindryczna u podstawy.
OwoceTorebki o elipsoidalnym lub cylindrycznym kształcie. Mają 6–8 cm długości i 4–6 cm szerokości. Pękają u podstawy.

## Biologia i ekologia
Rośnie na brzegach rzek. Występuje na wysokości do 500 m n.p.m.